# Dectodesis bulligera
Dectodesis bulligera är en tvåvingeart som först beskrevs av Mario Bezzi 1924.  Dectodesis bulligera ingår i släktet Dectodesis och familjen borrflugor. Inga underarter finns listade i Catalogue of Life.